# Holzhof (Holzlager)
Der Holzhof war ein Hof oder eingefriedeter Platz zur Aufbewahrung des geschlagenen beziehungsweise zum Verkauf bestimmten Brenn- und Bauholzes. Er wurde üblicherweise an Flüssen, Floßgräben, an Hauptstraßen oder in Städten angelegt. Sinnverwandt werden auch Holzmarkt und Holzplatz verwendet.